# Elexis Arztpraxis-Software
Elexis (elektronische Praxis) ist eine freie Arztpraxissoftware auf Basis der Eclipse Rich Client Platform, die bisher vor allem in der Schweiz und vereinzelt in Österreich verwendet wird. Mittels der von Eclipse übernommenen Plugin-Technik wird Konfigurierbarkeit und Anpassung an unterschiedliche Bedürfnisse (verschiedene Praxisarten, verschiedene Abrechnungssysteme etc.) erreicht. Als Textsystem innerhalb des Programms ist OpenOffice.org eingebunden. Das Hauptrepository befindet sich auf Sourceforge.net; vorkonfigurierte Installationspakete für Windows, Linux und macOS sind auf der Projektseite bereitgestellt. Elexis ist unter der Eclipse Public License (EPL) lizenziert.
Das Programm wurde 2005 von einem Schaffhausener Arzt initiiert und wird von einer Gruppe von Ärzten in der Schweiz und in Österreich gefördert und entwickelt.

## Funktionsumfang
Elexis bildet den gesamten Ablauf einer Arztpraxis ab. Dies beginnt mit der Erfassung von Personalien und Versicherungsverbindungen und umfasst im Weiteren:
- die Patientenakte, also Übersicht über Lebensdaten, Diagnosen und Behandlungen des Patienten; Dokumentation von Messwerten und Therapieplänen sowie freie Notizen des Arztes
- Zeit- und Aufgabenplanung des Arztes mit Agenda, Wartezimmer-Info, Aufgabenliste
- automatische Abholung von Laborresultaten über verschlüsselte Internetverbindung und Meldung über eingetroffene neue Laborwerte
- assistiertes Erstellen und Übermitteln von Berichten, Zeugnissen und Rezepten
- Fakturierung und ganzes Abrechnungswesen nach Schweizer, zum Teil österreichischer Gesetzgebung
- Statistiken über erbrachte Leistungen
- Lagerverwaltung der Apotheke

## Anwenderkreis
Primär wird die Software für Arztpraxen entwickelt. Wichtige Entwicklungen sind Kommunikationstools für Großpraxen, Netzwerkwerkzeuge für Managed-Care-Organisationen und Plugins für verteilte ärztliche Forschungsprojekte, wie z. B. FIRE. Plugins für die Bedürfnisse anderer Dienstleistungsbranchen (z. B. Juristen, Tierärzte, Handwerker) werden diskutiert.

## Lokalisierung
Übersetzungen zunächst in die Schweizer Landessprachen Französisch und Italienisch, später eventuell auch Englisch sind geplant. Die französische Version wird aktuell getestet.

## Bedeutung innerhalb der eHealth
EHealth-Anwendungen sind generell naturgemäß nur für einen relativ kleinen Anwenderkreis von Interesse. Elexis gehört heute zu den fünf zahlenmäßig bedeutendsten elektronischen Krankenakten in der Schweiz und ist das einzige voll funktionsfähige Open-Source-Programm in diesem Segment. Seit dem 1. Juli 2007 wurden mehr als 4000 Downloads gezählt. Erwähnung fand Elexis im Eclipse-Magazin 10, wo es im OHF-Umfeld als wesentliche Entwicklung genannt wurde. In verschiedenen Ärztemagazinen erschienen Artikel.
2008 führte der Aargauer Ärzteverband argomed ein Pilotprojekt zur Einführung der elektronischen Krankenakte in Arztpraxen durch; eingesetzt wurde Elexis.

## Verwandte Projekte
- GNUmed – deutsches Open-Source-Projekt auf Postgresql-/Python-Basis, kein Abrechnungsmodul (GPL)
- FreeMed – englischsprachiges Projekt ohne Abrechnungsmodul
- ClearHealth – umfangreiches webbasiertes EMR ohne Praxismanagement-Tools (GPL).

## Anwender-Support
Wegen der hohen Abhängigkeit der Arztpraxis von der reibungslosen Funktionsfähigkeit der Software und wegen der nicht bei allen Ärzten vorhandenen IT-Kompetenz wird ein professionelles Supportnetz aufgebaut. Hierfür werden unabhängige Dienstleister in verschiedenen Regionen lizenziert und technisch unterstützt. Außerdem wird ein Hilfe- und Selbsthilfeforum betrieben.

## Auszeichnungen
- DINAcon Award 2017[14]